# Grifton
Grifton es un pueblo ubicado en el condado de Pitt y condado de Lenoir en el estado estadounidense de Carolina del Norte. La localidad en el año 2000, tenía una población de 2.073 habitantes en una superficie de 4.4 km², con una densidad poblacional de 466.9 personas por km².

## Geografía
Grifton se encuentra ubicado en las coordenadas 35°22′30″N 77°26′2″O / 35.37500, -77.43389. Según la Oficina del Censo, la localidad tiene un área total de 4,4 km² (1,7 mi²), de la cual 4,4 km² (1,7 mi²) es tierra y 0 km² (0 mi²) (0.0%) es agua.

### Localidades adyacentes
El siguiente diagrama muestra a las localidades en un radio de 20 kilómetros (12,4 mi) de Grifton.

## Demografía
En el 2000 la renta per cápita promedia del hogar era de $34.853, y el ingreso promedio para una familia era de $40.875. El ingreso per cápita para la localidad era de $16.488. En 2000 los hombres tenían un ingreso per cápita de $31.207 contra $25.043 para las mujeres. Alrededor del 12.20% de la población estaba bajo el umbral de pobreza nacional.